# Malakal
Malakal (ملكال Malakāl) és una ciutat al Sudan del Sud. La població de Malakal es calcula en aproximadament 129.620 habitants. El cens sudanès de 2008, que fou boicotejat pel govern del Sudan del Sud, enregistrava una població d'aproximadament 126.500. Tanmateix, aquestos resultats són discutits per les autoritats de Juba. El 2010, es calculava que la població de Malakal havia crescut a aproximadament 139.450 habitants.

## Localització
La ciutat de Malakal està situada al comtat o districte de Malakal, a l'estat del Nil Superior, al nord-est del Sudan del Sud, a la vora de les fronteres Internacionals amb el Sudan i amb Etiòpia. La ciutat està situada a la riba del Nil Blanc, just cap al nord de la seva confluència amb el riu Sobat.
Aquesta localització és aproximadament 650 km per carretera, directament al nord de Juba, la capital de Sudan del Sud i la ciutat més important d'aquest país.

## Visió de conjunt
Malakal és la capital de l'estat sudanès del sud del Nil Superior. També serveix de capçalera al comtat de Malakal en el qual està situat.
Durant la Segona guerra civil sudanesa, la ciutat era una guarnició de les Forces Armades Sudaneses (nordistes). Després de la independència de Sudan del Sud el 9 de juliol de 2011, les tropes del Sudan es van retirar de Malakal. Malakal fou el lloc on el novembre de 2006 es va lliurar l'anomenada batalla de Malakal, un enfrontament entre forces de l'exèrcit sudanès i del EPAS que va estar a punt de provocar el trencament de la pau de Nairobi del 2005.
La majoria de residents a la ciutat pertanyen a l'ètnia dinka, del grup Dinka Ngok, però també hi ha nuers, i shilluks. Tanmateix, hi ha també percentatges significatius d'altres grups ètnics que resideixen a la ciutat. La majoria de soldats sud-sudanesos a la ciutat venen de Bahr El Ghazal, i no de les poblacions més properes.
Els menjars locals populars inclouen wal wal, un púding de farina bullit, i el foull, un plat de nou molt i condimentat.

## Transport
Una via important connecta Malakal amb la ciutat de Kurmuk a la frontera amb Etiòpia, si bé ara està en reparacions i renovacions a l'asfalt. S'espera que la carretera estigui preparada per funcionar abans de maig de 2013.
La ciutat de Malakal també disposa de l'aeroport internacional de Malakal, un dels dos aeroports Internacionals de Sudan del Sud (l'altre és el de Juba).
El tràfic per aigua al Nil Blanc permet viatjar força lluny cap al nord, fins a Khartum al Sudan, i cap al sud fins a Adok, a l'estat dels Llacs.

## Diaris
Malakal té pocs diaris impresos en circulació. Tanmateix, el diari 'Citizen' fet a Juba és àmpliament llegit a la ciutat i rodalia. En la vigília de la independència el 9 de juliol de 2011, es va posar en circulació el The Upper Nile Times Arxivat 2020-09-23 a Wayback Machine., un diari digital que pot ser llegit a la ciutat i l'entorn. El diari és un dels més llegits no sols a l'estat del Nil Superior, sinó al Sudan del Sud.

## Població
| Any  | Població |
| ---- | -------- |
| 1983 | 33.750   |
| 1993 | 72.000   |
| 2005 | 129.620  |
| 2008 | 126.500  |
| 2010 | 139.450  |

## Punts d'interès
Els punts següents d'interès es troben dins o prop de la ciutat de Malkal:
- Les oficines del Malakal City Council
- La seu del Malakal County Administration
- La seu de govern de l'estat del Nil Superior
- L'aeroport Internacional de Malakal, civil i militar
- El riu Nil Blanc, del qual la ciutat està a la riba oriental i enfront, a la part occidental, hi ha la ciutat de Kwogo
- L'estadi de Malakal, un complex públic d'esports a l'aire lliure
- La Universitat del Nil Superior, universitat pública fundada el 2007
- El port fluvial de Malakal
- Escoles primàries
- Sucursal del Nile Commercial Bank[7]
- Sucursal del Ivory Bank
- Sucursal de l'Equity Bank[8]
- Centre de Formació Professional Malakal

## Galeria de fotos

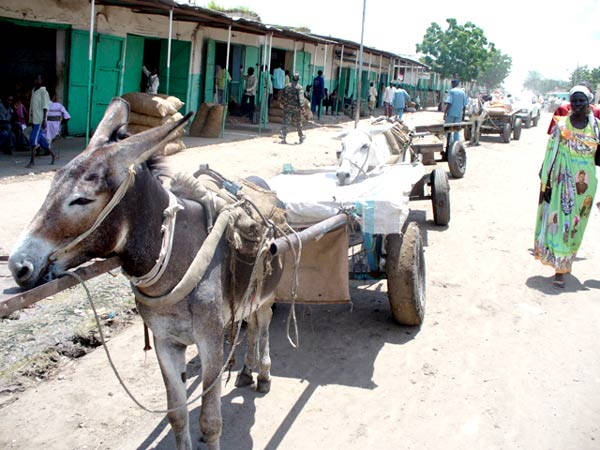
Malakal centre
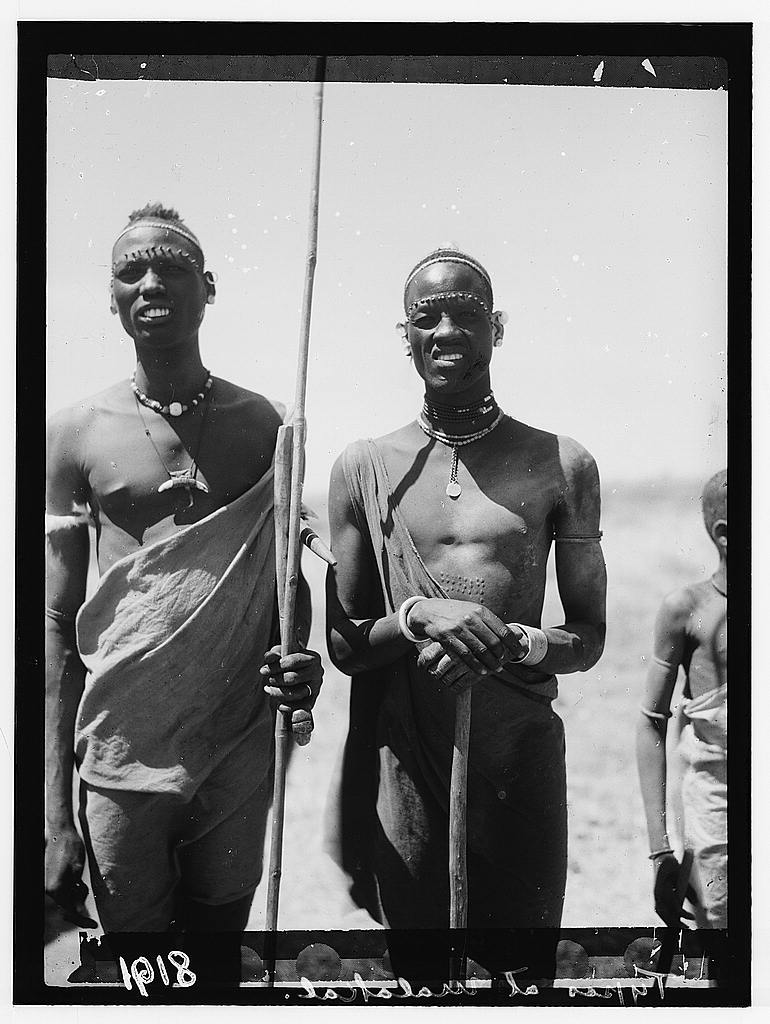
Habitants de Malakal locals, 1936